# 吉村真晴
吉村真晴（日语：／ Yoshimura Maharu，1993年8月3日—），日本男子桌球運動員。他曾與石川佳純搭檔得到2017年世界乒乓球錦標賽混合雙打金牌。他也曾參加2016年里約奧運，獲得男子團體亞軍。

## 主要比賽最佳成績

### 單打
- 亞洲盃：亞軍（2012年）
- 世界巡迴賽：冠軍（2015年西班牙公開賽、2015年克羅埃西亞公開賽）
- 世界青少年錦標賽：準決賽（2011年）
- 亞洲青少年錦標賽：冠軍（2011年）
- 世界青少年巡迴賽：冠軍（2011年法國青少年公開賽、2011年韓國青少年公開賽）

### 雙打
- 世界錦標賽：準決賽（2017年）
- 世界巡迴賽：冠軍（2013年日本公開賽、2017年中國公開賽）
- 世界青少年錦標賽：準決賽（2011年）
- 亞洲青少年錦標賽：亞軍（2011年）

### 混雙
- 世界錦標賽：冠軍（2017年）

### 團體
- 世界錦標賽：亞軍（2016年）
- 世界盃：準決賽（2019年）
- 世界青少年錦標賽：亞軍（2011年）
- 亞洲青少年錦標賽：亞軍（2011年）

## 電影
- 兵乓少女大逆襲（日语：ミックス。）（2017年10月21日、東寶）－大學生 役。